# Ryukyu kobujutsu
Ryūkyū kobujutsu  är gamla kampkonsttraditioner från ön Okinawa i sydligaste delen av dagens Japan. Ofta syns det kallat Okinawan kobudo, vilket är en olämplig beteckning, då det lätt förväxlas med det japanska ideologiska systemet kobudō (古武道), som är ett budō-system från tiden före Meijirestaurationen 1868 och således inte har något samband med vapensystemen på Okinawa.
Av kampkonsterna från Okinawa är karate den mest kända, men att de gamla karatemästarna sysslade med mycket vapen- eller redskapsträning är inte lika välkänt. Detta beror till stor del på att detta inte genomgått samma renässans som karate. När Gichin Funakoshi, mannen som förde karaten till de japanska huvudöarna, 1922 för första gången officiellt visade karate på den japanska huvudön Honshu, presenterade han inte de olika redskap som användes flitigt, utan karaten introducerades som en självförsvarskonst utan redskap. 
Den mest välkände inom Ryukyu kobujutsu är Shinken Taira sensei, som agera aktivt för att bevara Ryukyuöarnas traditionella kampkonster.
På Ryukyuöarna fortsatte utvecklingen av de traditionella kampkonsterna med ursprungliga influenser främst från Kina via Korea.
De klassiska kampkonsterna från Ryukyuöarna består av toshu-jutsu, tekniker med tom hand, och emono-jutsu, tekniker med vapen. Det förstnämnda benämns idag karate och det andra benämns Ryukyu Kobujutsu. Ryukyu kobujutsu har funnits i flera hundra år. De flesta kata som tränas i dag är ett arv från mästare som levde för 200–400 år sedan. Kobujutsu hade något av en glansperiod under 1600, 1700 och 1800-talet; det var då mästare som Soeishi, Sakugawa och Chatanyara levde.

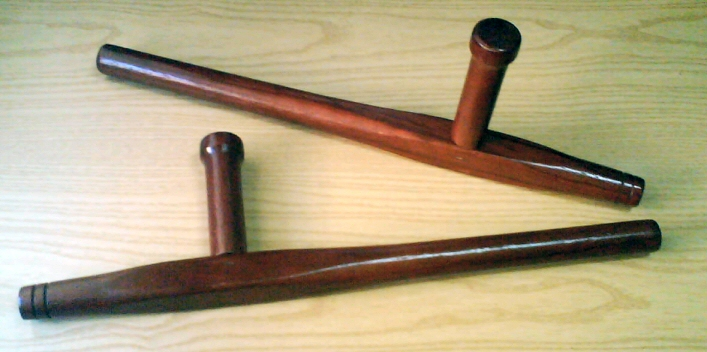
Ett par Tonfa

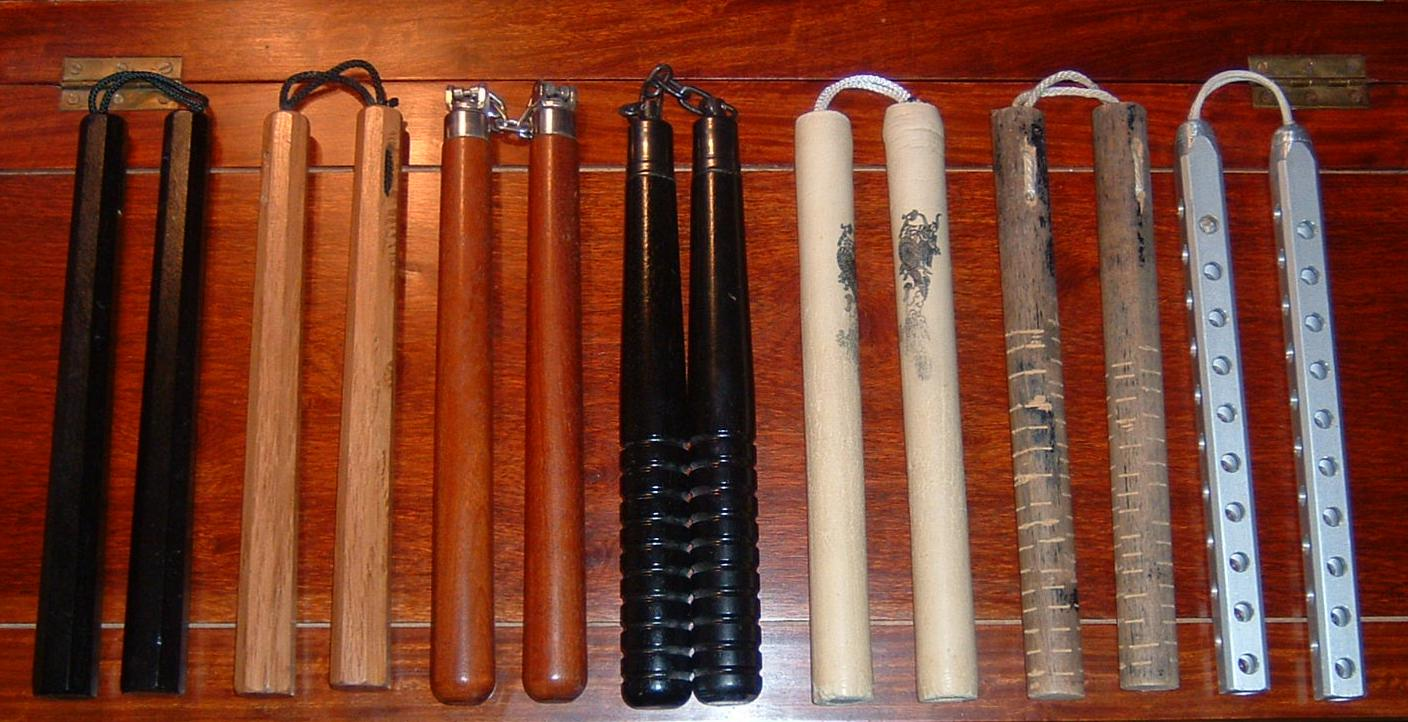
Olika Nunchaku

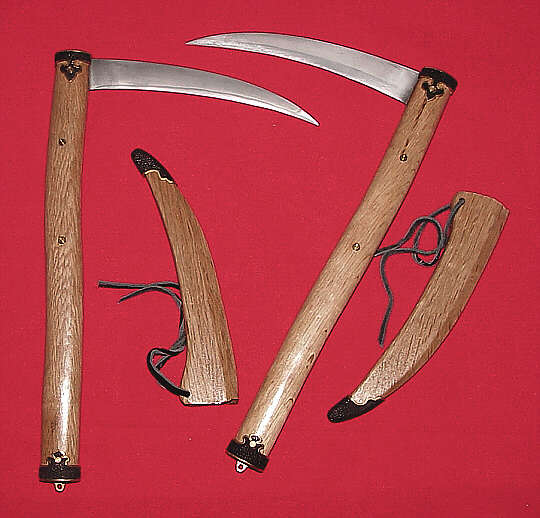
Ett par kama

## Redskapen

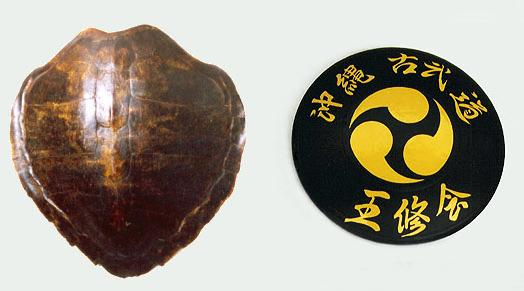
Traditionlla sköldar använda i kobudō

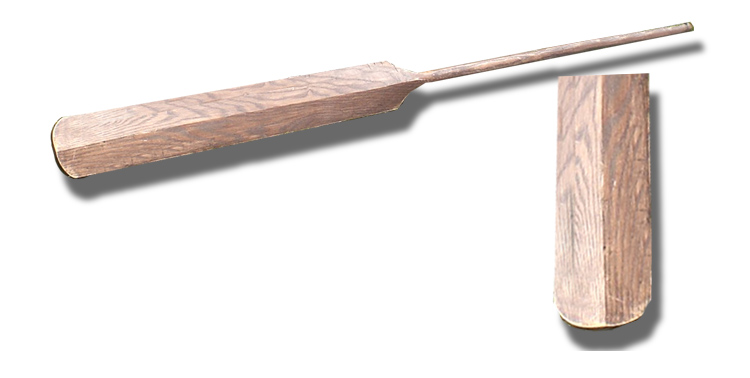
Exempel på en 1,8 m lång eku av ek med en närbild av själva "årbladet"

Inom Ryukyu kobujutsu tränas 8 redskap, de flesta med ursprung i vardagliga lantliga föremål: bō (lång stav), sai, tonfa (handtag till liten kvarn), nunchaku (slaga), kama (skära), tekko, timbe-rochin och surujin.
Bo är det redskap som uppmärksammas mest inom Ryukyu kobujutsu med 22 kata. Längden är cirka 180 cm, eller ibland anpassad till utövaren. En bo är ofta avsmalnande i ändarna för bättre blockering och användning. Träslaget är vanligtvis röd- eller vitek.
Det finns två olika varianter av sai: tsuujo no sai och manji sai. Detta redskap har inget ursprung från något jordbruksredskap; det finns kinesiska källor som visar att sai från början har skapats och utvecklats enkom för försvar. Sai är gjord i metall och används i par. Sai bör vara tre centimeter längre än underarmen.
Tonfa finns i princip bara i en variant, även om skaftet ibland kan variera i form från rund till fyrkantig. Det finns även historiska noteringar där skaftet är spetsig. Tonfa används i par och är gjorda i trä vanligtvis i röd- eller vitek. Längden är anpassad, som för sai, till att vara cirka 3 cm längre än underarmen.
Redskapet nunchaku är kontroversiellt och förbjudet i en del länder, däribland Sverige. Det finns inget förbud mot att träna nunchaku, men precis som med kniv får man inte bära vapnet på allmän plats. Det finns 3 typer av nunchaku inom Ryukyu kobujutsu: 2- , 3- och 4 delad. Nunchaku görs av trä. Redskapet tillhör samma familj av vapen som bo, och är även känd som "portabel bo". Traditionellt används detta redskap inte i par. Ett flertal kumitetekniker finns för nunchaku, bland annat som försvar mot kniv.
Kama är ett redskap med klinga. Det används i par och finns i ett antal varianter med olika storlekar och olika längder på skaft. I hörnet på bladet, vid skaftfästet, bör det finnas en skåra för att fånga bo och andra redskap utan att kamans blad hugger fast.
Tekko är det lagligt sett kanske mest kontroversiella vapnet. Det är det minsta vapnet, och användningen närmar sig vapenlösa tekniker. Knogjärn kanske är den bästa västerländska benämningen på detta redskap och för nog tankarna till vildsinta och farliga gatuslagsmål. I praktiken används tekko mot väldefinierade punkter såsom handled, armbåge, revben och anklar.
Timbe-rochin är det mest traditionella redskapet inom Ryukyu kobujutsu och ger en känsla av svunna tider. En första anblick av timbe-rochin för tankarna till afrikansk zulustrid eller europeisk svärd med liten sköld. Skölden (timbe) kan vara gjord av ett flertal material. Sköldens storlek är ungefär 45 cm lång och 38 cm bred. Det korta spjutet (rochin) har ungefär samma längd som underarmen.
Surujin är en kedja med två tyngder på vardera sida. Detta redskap är det sista vapnet som lärs ut av de 8 klassiska redskap och finns i 2 varianter: tan surujin (kort) och naga surujin (lång). Längden är 150–152 cm och 230–240 cm.

## Stiljämförelser inom Ryūkyū kobujutsu
De stilar som listas nedan kan öva strikt med vapen, eller ha annan stridskonst oftast karate, på programmet. Fastän flertalet karatesystem inte inkluderar vapenträning, finns det stilar som har valt att även lära ut Ryūkyū kobujutsu. I Sverige finns endast en organisation som dedikerat utbildar inom Ryukyu kobujutsu: Ryukyu kobujutsu Hozon Shinko Kai.
| Chitō-ryū       | Karate                    | Japan och Okinawa, Taishō period (1912-1926) |     | Ja | Ja | Ja | Ja |    | Ja |    |    |    |    | Ja |    |    |    |    |
| Keichu-ryū      | Karate                    | USA, ?                                       |     | Ja | Ja | Ja | Ja | Ja |    |    |    |    |    |    |    |    |    |    |
| Isshin-ryū      | Karate                    | Okinawa, Taishō period (1912-1926)           | yes | Ja | Ja | Ja |    |    |    |    |    |    |    |    |    |    |    |    |
| Matayoshi       | Okinawan kobudo           | Okinawa, Taishō period (1912-1926)           |     | Ja | Ja | Ja | Ja | Ja | Ja | Ja | Ja | Ja | Ja | Ja |    | Ja | Ja |    |
| Ryūei-ryū       | Karate                    | Okinawa, Taishō period (1912-1926)           | yes | Ja | Ja | Ja | Ja | Ja | Ja |    | Ja | Ja |    |    | Ja | Ja |    |    |
| Motobu-ryū      | Karate                    | Okinawa, Taishō period (1912-1926)           |     | Ja | Ja | Ja | Ja | Ja | Ja | Ja |    |    |    |    |    |    |    |    |
| Ryūkyū          | Okinawan kobudo/kobujutsu | Okinawa, Taishō period (1912-1926)           |     | Ja | Ja | Ja | Ja | Ja | Ja |    | Ja |    |    | Ja |    |    |    |    |
| Shōrin-ryū      | Karate                    | Okinawa, Taishō period (1912-1926)           | yes | Ja | Ja | Ja | Ja | Ja | Ja |    |    |    | Ja | Ja |    |    |    |    |
| Shuri-ryū       | Karate                    | Okinawa, Taishō period (1912-1926)           | 2   | Ja | Ja | Ja | Ja | Ja | Ja |    |    |    |    |    |    |    |    |    |
| Tokushinryu     | Okinawan kobudo           | Okinawa, Taishō period (1912-1926)           |     | Ja | Ja | Ja | Ja | Ja | Ja | Ja | Ja | Ja |    | Ja |    | Ja | Ja | Ja |
| Yamanni ryu     | Okinawan kobudo           | Okinawa, Taishō period (1912-1926)           |     | Ja | Ja | Ja | Ja |    | Ja |    |    |    |    |    |    |    |    |    |
| Yoshukai Karate | Karate                    | Japan och Okinawa, Taishō period (1912-1926) | Ja  | Ja | Ja | Ja |    |    | Ja |    |    |    |    |    |    |    |    |    |
| Meibukan        | Karate                    | Okinawa                                      | Ja  | Ja | Ja |    |    |    |    |    |    |    |    |    |    |    |    |    |

## Ryūkyū kobujutsu-träning i väst
I Okinawan kobujutsu som finns här i väst, tränas med bo & eiku, sai & manji sai, tonfa, nunchaku, tekko, timbe rochin och surujin. I de flesta klubbar som tränar Ryūkyū kobujutsu tränas karate och Ryūkyū kobujutsu parallellt med varandra, eftersom de har mycket gemensamt. Ofta tränar man först ett år karate, innan man får börja med Ryūkyū kobujutsu. Man använder i de flesta kobujutsustilar samma dachi-waza(ställningar), samma fotarbete och förflyttningar(taisabaki) och även liknande taktik och träningssätt som i karaten. Först får man lära sig att utföra alla teknikerna för vapnet i en så kallad tsukai-kata(ungefär "användnings-kata"), som lär ut hur man ska utföra korrekta tekniker. Därefter får man i regel börja med att träna på en kata parallellt med att lära sig lite separata partekniker med en enda attack och ett enda försvar, precis som i karate ippon-kumite. När tränaren bedömer att eleven kan avgöra avståndet mellan sin träningspartner och sig själv, så inleds träningen med inövandet av längre tekniksekvenser. Gradering sker med liknande kriterier som i karaten, man bedömer kihonwaza(grundtekniker), ippon-kumite(inövade ipponkumite-tekniker) samt kata.

### I Sverige
Tidigt ute i Sverige var inom stilen Yui Shin Kai karate som drog igång med träning inom Yui Shin Kai karate och Ryukyu kobujutsu. Detta skedde i bland annat Katrineholm, Örebro, Eskilstuna och Nyköping under 1980-talet.  En elev till shihan Ilpo Jalamo i Åbo, Finland tog på eget initiativ båten över till Sverige och på startade verksamhet inom stilen. Jalamo sensei hade studerade Yui Shin Kai Karate och Ryukyu kobujutsu direkt under stormästaren Inoue Motokatsu (Gansho) hanshi (1918-1993).
I Sverige (och i övriga världen) har flera karateorganisationer inom stilen Shito ryu tränar några/flera av dessa klassiska vapen.